# Gregers Kirk (Jydsk Telefon)
 Der er flere personer med dette navn, se Gregers Kirk.
Gregers Simonsen Christensen Kirk (30. juli 1845 i Harboøre – 9. februar 1923 i Hellerup) var en dansk entreprenør, som var direktør for Jydsk Telefon fra 1900 til 1918.
Han var søn af gårdejer Christen Kirk (død 1886) og Hustru f. Langergaard (død 1864) og fik en almindelige almueskoleuddannelse. I en alder af 27 blev Kirk entreprenør på nogle statslige arbejder med høfdebyggeri ved Jyllands vestkyst. Han blev i 1874 formand for Harboøre-Engberg Sogneråd; en post, han besad i 22 år. I 1893 blev han bestyrelsesmedlem i Harboørefonden og 1908 for Kronprins Frederiks Fond og medlem af repræsentantskaberne for Nordisk Ulykkesforsikrings-Aktieselskab og Nordisk Livsforsikrings-Aktieselskab fra henholdsvis 1897 og 1908.
I 1899 blev han udnævnt til direktør for Jydsk Telefon og tiltrådte året efter. Forfatteren C.A. Schmidt har skrevet bogen Gregers Kirk og hans telefonfolk om hans virke, der blandt andet omfattede, at 17 jyske byers telefonnet blev forbundet.
Gregers Kirk var Ridder af Dannebrog og desuden tildelt Dannebrogmændenes Hæderstegn. Han er begravet på Harboøre Kirkegård.